# Ganjam (stad)
Ganjam is een stad en “notified area” in het district Ganjam van de Indiase staat Odisha. 

## Demografie
Volgens de Indiase volkstelling van 2001 wonen er 11.312 mensen in Ganjam, waarvan 51% mannelijk en 49% vrouwelijk is. De plaats heeft een alfabetiseringsgraad van 74%. 